# Coxophoxus hidalgo
Coxophoxus hidalgo är en kräftdjursart som beskrevs av J. L. Barnard 1966. Coxophoxus hidalgo ingår i släktet Coxophoxus och familjen Phoxocephalidae. Inga underarter finns listade i Catalogue of Life.